# Gérard Houllier
Gérard Paul Francis Houllier OBE (wym. [ʒeʁaʁ ulje]; ur. 3 września 1947 w Thérouanne, zm. 14 grudnia 2020 w Paryżu) – francuski trener piłkarski.
W latach 1992–1993 był selekcjonerem reprezentacji Francji. Później przez sześć lat prowadził, z sukcesami, angielski Liverpool. Od 2005 do 2007 roku był szkoleniowcem Olympique Lyon, z którym zdobył dwa mistrzostwa Francji.

## Życiorys

### Młodość i wykształcenie
Jako zawodnik występował jedynie w amatorskich drużynach. Grał na pozycji pomocnika.
Pod koniec lat 60. skończył zaocznie anglistykę na uniwersytecie w Lille i jako dyplomowany nauczyciel języka angielskiego wyjechał w 1968 roku na Wyspy. Po roku wrócił do Francji z zamiarem zostania nauczycielem futbolu.

### Kariera szkoleniowa
Pracę szkoleniową zaczynał w klubach drugiej i trzeciej ligi francuskiej. Po sześciu sezonach spędzonych w US Noeux-les-Mines (zakończonych awansem do drugiej ligi), dostrzegli go działacze RC Lens. W 1986 roku przeniósł się do PSG, z którym w pierwszym sezonie wywalczył pierwsze w historii klubu mistrzostwo Francji. Sukces na krajowych boiskach otworzył mu drogę do reprezentacji – w 1988 roku nowy selekcjoner Michel Platini zaproponował Houllierowi funkcję asystenta.
Po słabym występie na Euro 1992 Platini podał się do dymisji. Jego następcą został Houllier. Głównym zadaniem szkoleniowca miał być awans do mundialu 1994, zadanie wydawało się tym łatwiejsze, że grupowi rywale – Bułgaria, Izrael, Austria i Finlandia, z wyjątkiem Szwecji, nie byli wysoko notowani. Na dwie kolejki przed zakończeniem eliminacji Francuzi prowadzili w grupie, a do awansu potrzebowali tylko jednego punktu. Jednak niespodziewany regres formy w ostatniej fazie kwalifikacji (przegrane z Izraelem 2:3 i Bułgarią 1:2) spowodował, że Trójkolorowi zajęli dopiero trzecie miejsce, a na mistrzostwa pojechali Szwedzi i Bułgarzy. Na reprezentację i jej trenera spadła ostra fala krytyki. W listopadzie 1993 roku po roku pracy z kadrą Houllier podał się do dymisji.
Paradoksalnie, chyba jako jedyny ze wszystkich selekcjonerów reprezentacji Francji (może prócz Henri Michela), swoje największe sukcesy odniósł po rozstaniu z kadrą. Wprawdzie jeszcze przez cztery lata związany był z Francuskim Związkiem Piłki Nożnej jako trener drużyny juniorskiej i młodzieżowej (U-20), ale nowy etap jego szkoleniowej kariery rozpoczął się od roku 1998, kiedy najpierw wraz z Royem Evansem, który przez pierwszych trzynaście kolejek był współtrenerem, a później już samodzielnie, pracował w Liverpoolu. Mimo iż wielokrotnie narzekano na defensywny i mało finezyjny styl gry drużyny, to właśnie za czasów Houlliera The Reds odnieśli swoje największe od lat 80. sukcesy. Najbardziej owocny okazał się rok 2001, w którym Liverpool sięgnął po koronę, czyli wywalczył trzy trofea (Puchar Anglii, Puchar Ligi i Puchar UEFA). Wtedy też Houllier dostał ataku serca i po skomplikowanej operacji musiał rozstać się z futbolem na sześć miesięcy. Pierwszy raz problemy zdrowotne szkoleniowca dały o sobie znać w czasie pracy w PSG. Wówczas również przez kilkanaście tygodni odpoczywał od zajęć w klubie.
Po sześciu latach w 2004 roku został zwolniony z Liverpoolu po kilku porażkach w lidze.
Przez wiele tygodni Houllier pozostawał bezrobotny, chociaż nie mógł narzekać na brak propozycji (był poważnym kandydatem do objęcia funkcji selekcjonera reprezentacji Walii). W połowie 2005 roku zastąpił Paula Le Guena na stanowisku trenera Olympique Lyon. W sezonie 2005–2006 doprowadził go do zwycięstwa we francuskich rozgrywkach ligowych.
Po odejściu z Lyonu (2007), podobnie jak w latach 1990–1998 był dyrektorem technicznym francuskiej federacji. Do zawodu trenera powrócił we wrześniu 2010 roku, obejmując angielską Aston Villę. 1 czerwca 2011 roku został zwolniony z funkcji trenera Aston Villa. Zastąpił go Szkot Alex McLeish.

### Dalsze życie
Został kawalerem francuskiej Legii Honorowej za wybitne zasługi w rozwój futbolu. Otrzymał również Order Imperium Brytyjskiego.
Zmarł w nocy z 13 na 14 grudnia 2020.

## Sukcesy szkoleniowe
- awans do I ligi w sezonie 1983–1984 z RC Lens
- mistrzostwo Francji 1986 z PSG
- wicemistrzostwo Anglii 2002, Tarcza Dobroczynności 2002, Puchar Anglii 2001, Puchar Ligi 2001 i 2003, Puchar UEFA 2001 oraz Superpuchar Europy 2001 z Liverpoolem
- mistrzostwo Francji 2006 i 2007, Superpuchar Francji 2005 oraz ćwierćfinał Ligi Mistrzów 2005/2006 z Lyonem